# Медаль и премия Фарадея
Медаль и премия Майкла Фарадея (англ. Michael Faraday Medal and Prize), до 2008 года — Медаль и премия Гутри (англ. Guthrie Medal and Prize) — международная награда в области экспериментальной физики, присуждавшаяся Институтом Физики с 1914 по 2007 год. 
К позолоченной медали прилагалась денежная премия в размере 1000 фунтов стерлингов, а также сертификат. Лауреат мог быть приглашён дать лекцию в Институте Физики. Среди награждённых 27 лауреатов Нобелевской премии.
С 2008 года вместо неё учреждена Медаль и премия Фарадея (англ. Faraday Medal and Prize).

## Лауреаты
- 1914: Вуд, Роберт Вильямс
- 1916: Харди, Уильям Бейт
- 1917: Ланжевен, Поль
- 1918: John Cunningham McLennan[англ.]
- 1920:  Гийом, Шарль Эдуар
- 1921:  Майкельсон, Альберт Абрахам
- 1922:  Бор, Нильс
- 1923: Джинс, Джеймс Хопвуд
- 1924: де Бройль, Морис
- 1925:  Вин, Вильгельм
- 1926: Фабри, Шарль
- 1927:  Резерфорд, Эрнест
- 1928:  Томсон, Джозеф Джон
- 1929:  Бриджмен, Перси Уильямс
- 1930:  Дебай, Петер
- 1931: Глэйзбрук, Ричард Тетли
- 1932:  Планк, Макс
- 1933:  Сигбан, Карл Манне Георг
- 1934: Бойз, Чарлз Вернон
- 1935:  Комптон, Артур Холли
- 1936: Lord Cherwell[англ.]
- 1937: Clifford Copland Paterson[англ.]
- 1938:  Хилл, Арчибалд
- 1940:  Блэкетт, Патрик Мейнард Стюарт
- 1941: Edward Neville da Costa Andrade[англ.]
- 1942:  Эплтон, Эдуард Виктор
- 1943: Уиттекер, Эдмунд Тейлор
- 1944: Joel Hildebrand[англ.]
- 1945: Arturo Duperier[исп.]
- 1946: Max Jakob[англ.]
- 1947: Бернал, Джон Десмонд
- 1948:  Томсон, Джордж Паджет
- 1949: Alexander Oliver Rankine[англ.]
- 1950: George Ingle Finch[англ.]
- 1951:  Мотт, Невилл Франсис
- 1952:  Брэгг, Уильям Лоренс
- 1953:  Борн, Макс
- 1954: Тейлор, Джефри Инграм
- 1955: Стоунер, Эдмунд Клифтон
- 1956: Саймон, Фрэнсис
- 1957:  Юри, Гарольд Клейтон
- 1958:  Лэмб, Уиллис Юджин
- 1959: Мэсси, Гарри Стюарт Уилсон
- 1960: Хойл, Фред
- 1961: Шёнберг, Дэвид
- 1962: Ловелл, Альфред Чарлз Бернард
- 1963: Leslie Fleetwood Bates[англ.]
- 1964:  Райл, Мартин
- 1965: Адамс, Джон Бертрам
- 1966: William Cochran[англ.]
- 1967:  Чедвик, Джеймс
- 1968: Пайерлс, Рудольф Эрнст
- 1969:  Пауэлл, Сесил Фрэнк
- 1970: Пиппард, Брайан
- 1971: John Ashworth Ratcliffe[англ.]
- 1972:  Джозефсон, Брайан Дэвид
- 1973: Бонди, Герман
- 1974:  Мёссбауэр, Рудольф Людвиг
- 1975: Девид Тейбор
- 1976:  Абдус Салам
- 1977: Коттрелл, Алан
- 1978:  Андерсон, Филип Уоррен
- 1979: Дональд Перкинс
- 1980: Фишер, Майкл
- 1981: Уорд, Джон Клайв
- 1982: Фрэнк, Фредерик Чарльз
- 1983: Голдстоун, Джеффри
- 1984: Michael John Seaton[англ.]
- 1985: Michael Pepper[англ.]
- 1986: Denys Haigh Wilkinson[англ.]
- 1987: Эдвардс, Сэмюэл Фредерик
- 1988: Alan B. Lidiard[нем.]
- 1989: Рис, Мартин Джон
- 1990: Roger James Elliott[англ.]
- 1991: Сиама, Деннис Уильям
- 1992: Archibald Howie[англ.]
- 1993: Киббл, Томас
- 1994: Philip George Burke
- 1995: Эндерби, Джон
- 1996: Edward Roy Pike[англ.]
- 1997: John Evan Baldwin[англ.]
- 1998: Derek Charles Robinson[англ.]
- 1999: George Bacon[англ.]
- 2000: Lawrence Michael Brown[англ.]
- 2001: Laurence Eaves[англ.]
- 2002: Penelope Jane Brown[англ.]
- 2003: Michael Springford
- 2004: Henry Hall[англ.]
- 2005: William Frank Vinen[англ.][Км. 1]
- 2006: Marshall Stoneham[англ.][Км. 2]
- 2007: Гилберт Лонзарик[Км. 3]
- 2008: Roger Cowley[англ.][Км. 4]
- 2009: Donal Bradley[англ.][Км. 5]
- 2010: Athene Donald[англ.][Км. 6]
- 2011: Alan Andrew Watson[англ.][Км. 7]
- 2012: Roy Sambles[англ.][Км. 8]
- 2013: Эдвард Хайндс[Км. 9]
- 2014: Alexander Giles Davies и Edmund Linfield[Км. 10]
- 2015: Henning Sirringhaus[англ.][Км. 11]
- 2016: Jenny Nelson[англ.][Км. 12]
- 2017: Jeremy Baumberg[англ.][Км. 13][1]
- 2018: Jennifer Anne Thomas[англ.][Км. 14]
- 2019: J. Roy Taylor[англ.][Км. 15]
- 2020: Richard Ellis[англ.][Км. 16]
- 2021: Bucker Dangor[Км. 17]
- 2022: Николай Иванович Жёлудев[Км. 18]
- 2023: Neil Alford, Mark Oxborrow, Chris Kay, Jonathan Breeze, Juna Sathian and Enrico Salvadori[Км. 19]
- 2024: Laura Herz[англ.][Км. 20]

## Комментарии
1. ↑  Обоснование награды: For his outstanding contributions to superfluids and superconductors
2. ↑  Обоснование награды: For his wide-ranging theoretical work on defects in solids
3. ↑  Обоснование награды: For his experimental and theoretical contributions to condensed matter physics
4. ↑  Обоснование награды: For pioneering work in the development and application of neutron and X-ray scattering techniques to the physics of a wide range of important solid and liquid-state systems
5. ↑  Обоснование награды: For his pioneering work in the field of 'plastic electronics'
6. ↑  Обоснование награды: For her many highly original studies of the structures and behaviour of polymers both synthetic and natural
7. ↑  Обоснование награды: For his outstanding leadership within the Pierre Auger Observatory[англ.], and the insights he has provided to the origin and nature of ultra high energy cosmic rays
8. ↑  Обоснование награды: For his pioneering research in experimental condensed matter physics
9. ↑  Обоснование награды: For his innovative and seminal experimental investigations into ultra-cold atoms and molecules
10. ↑  Обоснование награды: For their outstanding and sustained contributions to the physics and technology of the far-infrared (terahertz) frequency region of the electromagnetic spectrum
11. ↑  Обоснование награды: For transforming our knowledge of charge transport phenomena in organic semiconductors as well as our ability to exploit them
12. ↑  Обоснование награды: For her pioneering advances in the science of nanostructured and molecular semiconductor materials
13. ↑  Обоснование награды: For his investigations of many ingenious nanostructures supporting novel and precisely engineered plasmonic phenomena relevant to single molecule and atom dynamics, Raman spectroscopies and metamaterials applications
14. ↑  Обоснование награды: for her outstanding investigations into the physics of neutrino oscillations, in particular her leadership of the MINOS/MINOS+ long-baseline neutrino oscillation experiment.
15. ↑  Обоснование награды: For his extensive, internationally leading contributions to the development of spectrally diverse, ultrafast-laser sources and pioneering fundamental studies of nonlinear fibre optics that have translated to scientific and commercial application.
16. ↑  Обоснование награды: For over 35 years of pioneering contributions in faint-object astronomy, often with instruments he funded and constructed, which have opened up the early universe to direct observations.
17. ↑  Обоснование награды: For outstanding contributions to experimental plasma physics, and in particular for his role in the development of the field of laser-plasma acceleration.
18. ↑  Обоснование награды: For international leadership, discoveries and in-depth studies of new phenomena and functionalities in photonic nanostructures and nanostructured matter.
19. ↑  Обоснование награды: For their discovery of the world's first room-temperature solid-state organic maser and subsequent discovery of room-temperature continuous wave masing in diamond.
20. ↑  Обоснование награды: For pioneering advances in the photophysics of next-generation semiconductors, accomplished through innovative spectroscopic experiments.